# Canton d'Appenzell Rhodes-Extérieures

Logo.

Le canton d'Appenzell Rhodes-Extérieures (AR, en allemand : Kanton Appenzell Ausserrhoden) est l'un des 26 cantons de la Suisse. Le canton ne possède aucun chef-lieu de jure mais Herisau est généralement considéré comme tel de facto.

## Toponymie
Le canton d'Appenzell Rhodes-Extérieures tire son nom de l'ancien canton d'Appenzell, dont il est issu. Appenzell, le village ayant donné son nom au canton, est mentionné pour la première fois en 1071 sous le nom d’Abbacella, puis en 1223 sous celui d’Abbatiscella, puis enfin Abtenzelle, signifiant « la retraite de l’abbé », faisant référence à une résidence secondaire de l'abbé de Saint-Gall.
Le canton d'Appenzell était divisé en rhodes, subdivisions jouant un rôle judiciaire et économique. Lors de la séparation du canton en deux demi-cantons en 1597, Appenzell Rhodes-Extérieures est formé à partir des six rhodes de l'ancien bailliage de Trogen, à majorité protestante.
En allemand, la langue officielle du canton, il est nommé « Appenzell Ausserrhoden » ; en italien « Appenzello Esterno » ; en romanche « Appenzell Dadora ».

## Géographie

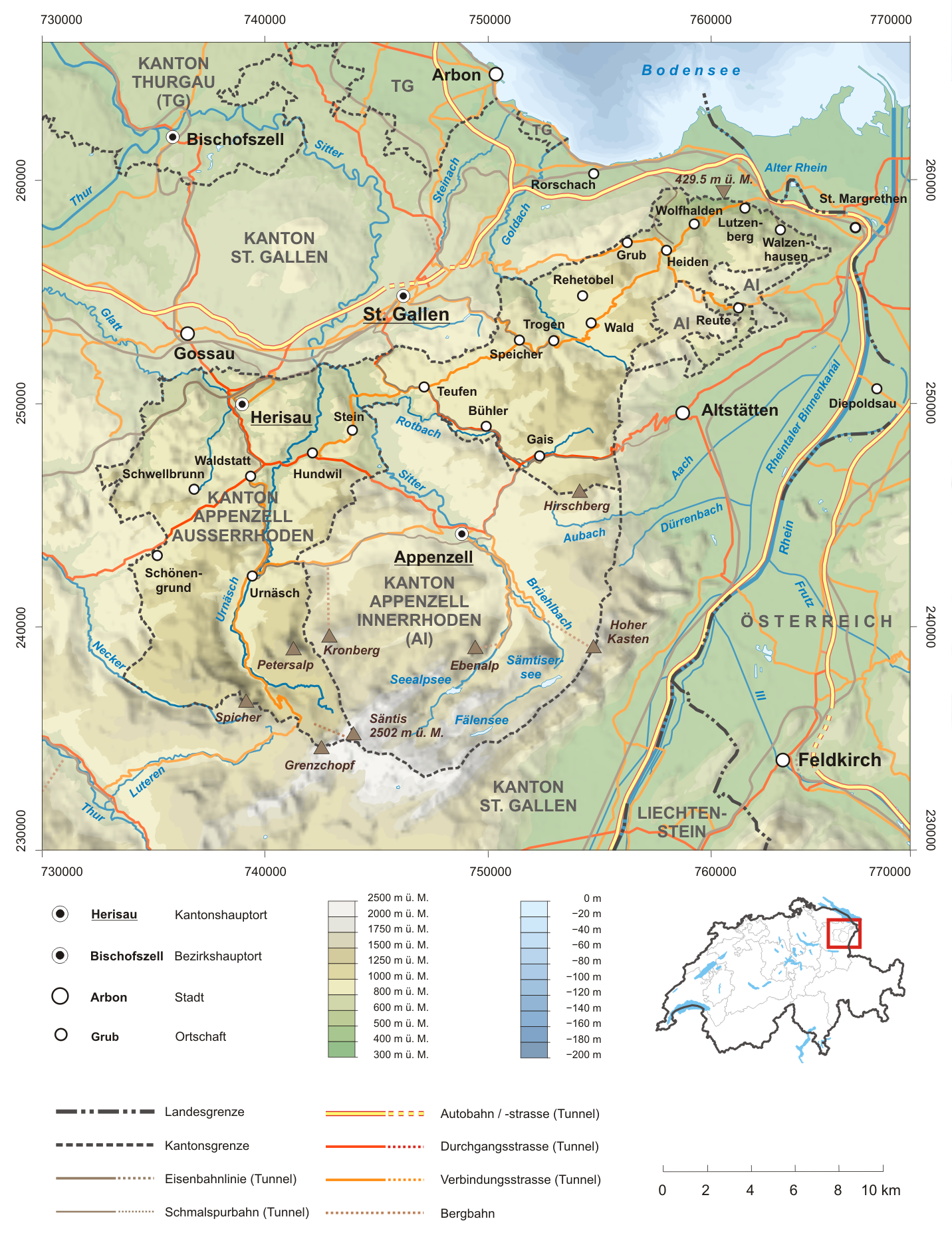
Carte topographique du canton d'Appenzell Rhodes-Extérieures.

Le canton d'Appenzell Rhodes-Extérieures est situé dans l'est de la Suisse et borde les cantons de Appenzell Rhodes-Intérieures et de Saint-Gall. Les deux cantons d'Appenzell sont enclavés à l'intérieur de Saint-Gall.
Le canton culmine au Säntis, à 2 502 m d'altitude, et son point le plus bas se trouve à Lutzenberg, à 430 m d'altitude. Avec 242,86 km2, Appenzell Rhodes-Extérieures est le quatrième plus petit canton de Suisse ; seuls les cantons d'Appenzell Rhodes-Intérieures, de Bâle-Ville et de Zoug sont plus petits.

## Histoire
La région d'Appenzell commence à être colonisée au VIIe siècle, le long de la rivière Glatt. Le monastère de Saint-Gall influence grandement la vie de la population locale. Herisau est mentionnée pour la première fois en 907. Le nom d'Appenzell l'est en 1071.
La canton connaît un certain nombre de batailles au cours des siècles, dont la bataille du Vögelinsegg en 1403 ou la bataille au Stoss en 1405.
Le 17 décembre 1513, Appenzell rejoint l'ancienne Confédération suisse comme 13e canton. Le 8 septembre 1597, le canton est divisé pour des raisons religieuses en deux demi-cantons : Appenzell Rhodes-Extérieures est la partie protestante, Appenzell Rhodes-Intérieures la partie catholique.
Entre 1798 et 1803, lors de la République helvétique, le canton est intégré dans le canton du Säntis. Il est rétabli après l'acte de médiation.
La première constitution cantonale est adoptée en 1834 et modifiée en 1876 et 1906. La construction de nombreuses lignes ferroviaires entre 1875 et 1913 aide l'industrie locale ; la population du canton atteint un maximum en 1910 avec 57 973 habitants (à comparer aux 53 200 habitants en 2001).
En 1934, Johannes Baumann est le premier citoyen d'Appenzell Rhodes-Extérieures à devenir conseiller fédéral. Le droit de vote et d'éligibilité des femmes est introduit au niveau local en 1972, mais seulement en 1989 au niveau cantonal ; deux femmes sont élues pour la première fois au gouvernement en 1994. La Landsgemeinde est abolie en 1997.

## Politique et administration

### Organisation politique

#### Représentation fédérale
En tant qu'ancien demi-canton, Appenzell Rhodes-Extérieures possède un siège au Conseil des États. Du fait de sa faible population, il n'en possède également qu'un au Conseil national.
Aujourd'hui, les représentants du canton sont les suivants :
- Conseil des États : Andrea Caroni (PLR), depuis 2015.
- Conseil national : David Zuberbühler (UDC), depuis 2015.

#### Pouvoir exécutif
Le gouvernement du canton est composé de sept conseillers.

#### Pouvoir législatif
Le canton d'Appenzell Rhodes-Extérieures possède une assemblée de canton de 65 membres, élus dans la commune où ils habitent. Chaque commune a droit à au moins un siège. Les sièges restants sont attribués en proportion de la population de chaque commune.
En 2008, la répartition est la suivante :
- Schönengrund : 1 siège ;
- Wolfhalden, Bühler, Grub, Hundwil, Lutzenberg, Reute, Schwellbrunn, Stein et Wald : 2 sièges ;
- Urnäsch, Waldstatt, Gais, Trogen, Rehetobel et Walzenhausen : 3 sièges ;
- Speicher et Heiden : 4 sièges ;
- Teufen : 6 sièges ;
- Herisau : 14 sièges.

La dernière élection du conseil cantonal date de 2019. Actuellement, le parti le plus fort du conseil cantonal est le PLR, avec 25 sièges sur 65. Viennent ensuite dans l'ordre du nombre de sièges décroissant : les indépendants, le PS, l'UDC et le PDC/PEV.
Voici la composition du conseil par partis :

PS : 11 sièges
PDC/PEV : 6 sièges
PLR : 25 sièges
UDC : 7 sièges
Indépendants : 16 sièges

#### Landsgemeinde
Jusqu'à son abolition en 1997, toutes les votations et élections cantonales étaient tenues annuellement le dernier dimanche d'avril lors d'une Landsgemeinde, une assemblée populaire directe. Elle avait lieu alternativement à Trogen et à Hundwil.

#### Partis

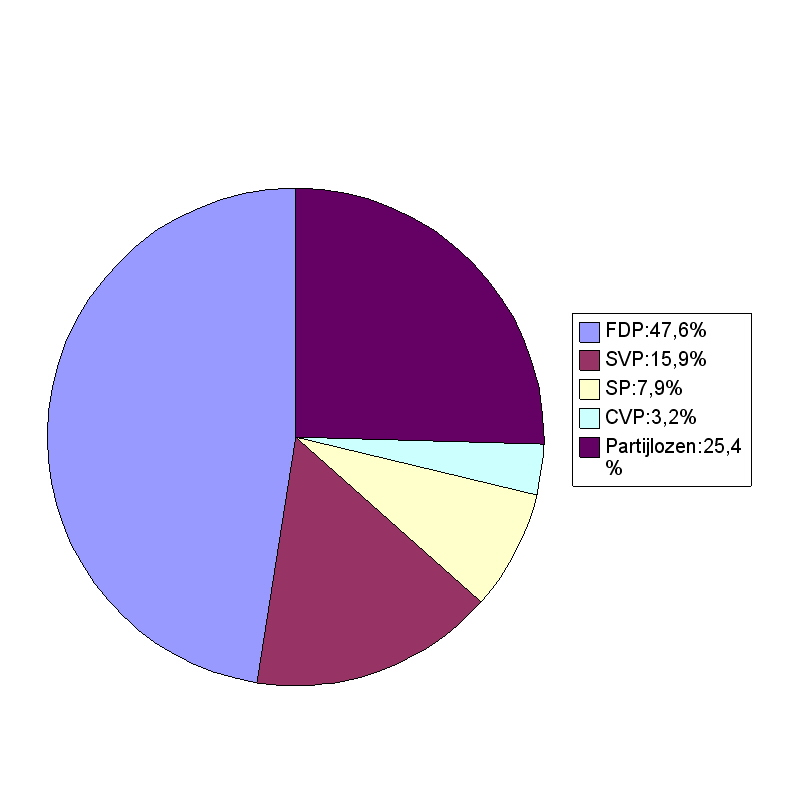
Répartition des sièges du Kantonsrat en fonction des partis.

Le parti radical-démocratique est de loin le principal parti du canton. En 2008, il possède quatre des sept sièges du Regierungsrat, deux autres étant détenus par l'union démocratique du centre et un par le parti socialiste suisse. Au Kantonsrat, le PRD possède 30 des 65 sièges, l'UDC 9, le PS 5, le PDC 3 et les sans-partis 18. Dans les communes, des candidats non-affiliés à un parti sont souvent recommandés par des sociétés de lecture, ce qui explique le nombre important d'élus sans parti au Kantonsrat. En 2019, lors de l'élection du conseil cantonal, le parti le plus représenté est le PLR (29 sièges sur 65).

### Organisation territoriale

#### Communes

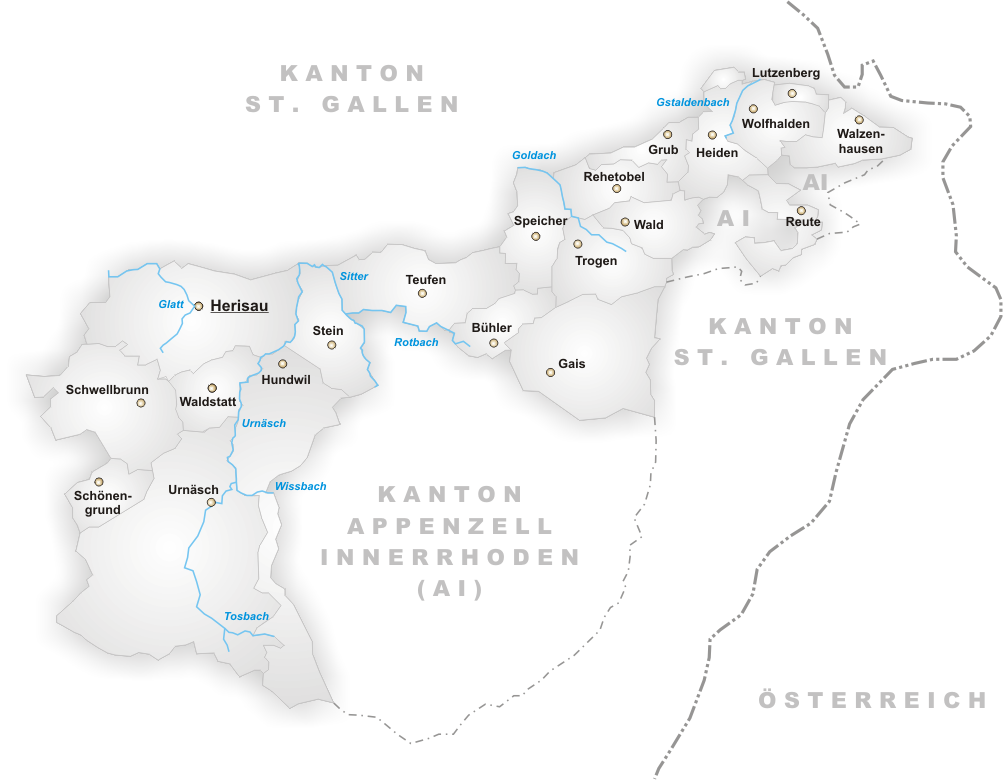
Communes d'Appenzell Rhodes-Extérieures.

Le canton est subdivisé en vingt communes (en allemand : Einwohnergemeinden).

#### Anciens districts
Le canton a été subdivisé en trois districts entre 1858 et 1995. Bien qu'abolis, ils peuvent encore être rencontrés dans la vie courante (par exemple dans les noms des équipes sportives ou des associations). Les anciens districts étaient :
- Hinterland (chef-lieu Herisau, regroupant les communes de Hundwil, Schönengrund, Schwellbrunn, Stein, Urnäsch, Waldstatt) ;
- Mittelland (chef-lieu Teufen, regroupant les communes de Bühler, Gais, Speicher, Trogen) ;
- Vorderland (chef-lieu Heiden, regroupant les communes de Grub, Lutzenberg, Rehetobel, Reute, Wald, Walzenhausen, Wolfhalden).

## Démographie

### Population
Au 31 décembre 2023, le canton d'Appenzell Rhodes-Extérieures compte 56 495 habitants, soit 0,6 % de la population totale de la Suisse. Seuls cinq cantons sont moins peuplés (Nidwald, Glaris, Obwald, Uri et Appenzell Rhodes-Intérieures). En revanche, la densité de population atteint 233 hab/km2, nettement supérieure à la moyenne suisse.
Le graphique qui aurait dû être présenté ici ne peut pas être affiché car il utilise l'ancienne extension Graph, désactivée pour des questions de sécurité. Des indications pour créer un nouveau graphique avec la nouvelle extension Chart sont disponibles ici.

### Religion
Un peu plus de la moitié de la population du canton revendique l'appartenance au protestantisme, un peu moins du tiers au catholicisme romain.
Le tableau suivant détaille la population du canton suivant la religion, en 2000 :
| Religion                       | Population | %      |
| ------------------------------ | ---------- | ------ |
| Protestants                    | +27 495,   | +051,4 |
| Catholiques romains            | +16 307,   | +030,5 |
| Chrétiens-orthodoxes           | +01 568,   | +002,9 |
| Musulmans                      | +01 528,   | +002,9 |
| Catholiques chrétiens          | +00045,    | +000,1 |
| Communauté de confession juive | +00041,    | +000,1 |
| Aucune appartenance            | +04 482,   | +008,4 |
| Autres                         | +02 038,   | +003,8 |
| Total                          | +53 504,   | +100,  |

Note : les intitulés des religions sont ceux donnés par l'Office fédéral de la statistique ; les protestants comprennent les communautés néo-apostoliques et les témoins de Jéhovah ; la catégorie « Autres » inclut les personnes ne se prononçant pas.

## Culture locale

### Emblèmes
Le canton d'Appenzell Rhodes-Extérieures a pour emblèmes un drapeau et un blason. Les armoiries d'Appenzell Rhodes-Extérieures se blasonnent : D’argent à l’ours de sable rampant, armé, lampassé et vilené de gueules, flanqué des lettres V et R de sable.

### Langue
La langue officielle du canton est l'allemand. Les dialectes suisses allemands sont parlés, différant légèrement suivant les districts. Les dialectes locaux ne sont plus qu'à peine parlés dans beaucoup de communes depuis les deux dernières génération ; parmi eux, l'allemand de Saint-Gall est le plus parlé.
Le tableau suivant détaille la langue principale des habitants du canton en 2000 :
| Langue                             | Locuteurs | %      |
| ---------------------------------- | --------- | ------ |
| Allemand                           | +48 810,  | +091,2 |
| Langues slaves de l'ex-Yougoslavie | +01 266,  | +002,4 |
| Italien                            | +00905,   | +001,7 |
| Albanais                           | +00401,   | +000,7 |
| Espagnol                           | +00396,   | +000,7 |
| Turc                               | +00299,   | +000,6 |
| Portugais                          | +00272,   | +000,5 |
| Français                           | +00187,   | +000,3 |
| Romanche                           | +00075,   | +000,1 |
| Autres langues                     | +00893,   | +001,7 |
| Total                              | +53 504,  | +100,  |

### Coutumes
Le matin de la Saint-Sylvestre, mais aussi le 13 janvier (le jour de la Saint-Sylvestre dans le calendrier julien), les groupes de Silvesterkläuse, masqués et costumés, se rendent dans tous les villages et hameaux.